# Ministerio de Recursos Petrolíferos y Minerales (Siria)
El Ministerio de Petróleo y Recursos Minerales (en árabe: وزارة النفط والمحميات المعدنية‎, romanizado: wizarat alnaft walmahmiaat almaedinia, lit. 'Ministerio de Reservas de Petróleo y Minerales') fue un departamento del Consejo de Ministros. El 29 de marzo de 2025, junto con el Ministerio de Electricidad y el Ministerio de Recursos Hídricos, fue reemplazado por el Ministerio de Energía.

## Historia
En 2020, se impusieron sanciones de Estados Unidos al ministerio.

## Responsabilidades
Identificadas las funciones y competencias del Ministerio de Petróleo y Recursos Minerales en virtud del Decreto Legislativo N ° 121 de 1970 y la Ley N ° 45 30/6/2001 para convertirse en sus términos de referencia son las siguientes:
1. Supervisión de las instituciones y empresas del ministerio.
2. La supervisión de la producción e inversión de Prospección administrada de manera eficiente si la productividad fue de recursos petrolíferos y minerales.
3. La política de todos los aspectos de la actividad sobre los recursos petroleros, gasíferos y minerales.
4. Supervisión de la ejecución de los proyectos de desarrollo y de la actividad relacionada con los recursos tanto petroleros como minerales.
5. Adopción de los planes de desarrollo de instituciones y empresas del ministerio, que continuaron su implementación.
6. Elaborar los estudios y planes que requirió el proceso de desarrollo y modernización del ministerio y con miras a seguir el ritmo de los desarrollos de la industria petrolera y de los recursos minerales en el mundo.
7. Coordinación entre las instituciones y empresas del ministerio y trabajo para resolver todas las diferencias.
8. Trabajar para asegurar la financiación de la productividad de sus proyectos y la cooperación de inversión con las autoridades competentes.

## Instituciones y empresas adscritas al Ministerio
- Corporación General de Petróleo
- Compañía de petróleo de Siria
- Compañía de gas siria
- Compañía Siria de Transporte de Petróleo
- Compañía Petrolera Al Furat
- Deir Ezzor Oil Company
- Compañía petrolera Kawkab
- Hayyan Oil Company
- Compañía Petrolera Ebla
- Degla Oil Company
- Compañía petrolera Al-Rasheed
- Corporación General de Refinación de Petróleo y Distribución de Derivados del Petróleo
- Empresa estatal para la refinería de Homs
- Empresa estatal para la refinería de Baniyas
- Corporación General de Geología y Recursos Minerales
- La Compañía General de Fosfatos y Minas
- Centro Nacional de Sísmica
- Instituto de Profesiones del Petróleo y Minerales

## Ministros
| Ministro               | Presidente                                          | Término    |
| ---------------------- | --------------------------------------------------- | ---------- |
| Mustafa Haddad         | Háfez al-Ásad 1° de Abdul Rahman Khleifawi          | 1970-1972  |
| Fayez Al-Nasser        | Mahmoud al-Ayyubi                                   | 1972-1973  |
| Reparación de Al-Kafri | Mahmoud al-Ayyubi                                   | 1973-1974  |
| Adnan Mustafa          | Mahmoud al-Ayyubi 2° de Abdul Rahman Khleifawi      | 1974-1976  |
| Issa Darwish           | 2° de Abdul Rahman Khleifawi Muhammad Ali al-Halabi | 1976-1980  |
| Abdul-Jabbar Al-Dahhak | Abdul Rauf al-Kasm                                  | 1980-1984  |
| Ghazi Al-Droubi        | Abdul Rauf al-Kasm                                  | 1984-1987  |
| Matanios Habib         | Mahmoud Zuabi                                       | 1987-1992  |
| Nader Nabulsi          | Mahmoud Zuabi                                       | 1992-1996  |
| Maher Jamal            | Mahmoud Zuabi 1° de Mustafa Mero                    | 1996- 2001 |
| Ibrahim Haddad         | 2° de Mustafa Mero Muhammad Naji al-Otari           | 2001-2006  |
| Sufian Allaw           | Muhammad Naji al-Otari Adel Safar                   | 2006-2012  |
| Dijo Heneidy           | Riyad Hijab 1° de Wael al-Halqi                     | 2012-2013  |
| Suleiman al-Abbas      | 1° de Wael al-Halqi 2° de Wael al-Halqi             | 2013-2016  |
| Ali Suleiman Ghanem    | Imad Khamis                                         | 2016-2020  |
| Bassam Tohme           | Hussein Arnous                                      | 2020-2023  |
| Firas Hassan Kaddour   | Hussein Arnous Mohamed Ghazi al-Jalali              | 2023-2024  |
| Ghiyath Diab           | Mohamed al-Bashir                                   | 2024-2025  |